# Small Faces
A Small Faces egy brit rockegyüttes volt, melynek zenéjére nagy hatást gyakorolt az amerikai rhythm and blues. Az együttest 1965-ben alapította Steve Marriott énekes-gitáros, Ronnie Lane énekes-basszusgitáros, Kenney Jones dobos és Jimmy Winston billentyűs; Winston helyét meg abban az évben Ian McLagan vette át.
A köztudatban a Small Faces az 1960-as évek egyik legelismertebb és legnagyobb hatású mod együtteseként maradt meg. Legismertebb slágereik az Itchycoo Park, a Lazy Sunday, az All or Nothing és a Tin Soldier. 1967-től az együttes zenéje kezdte magába olvasztani a pszichedelikus rock jegyeit is, melynek legismertebb példája a rockzene egyik első konceptalbuma, az 1968-ban megjelent Ogdens’ Nut Gone Flake. A Small Faces 1969-es feloszlása után Steve Marriott megalapította Humble Pie nevű együttesét. Három társa a The Jeff Beck Group két tagjával, Rod Stewarttal és Ronnie Wooddal Faces néven zenélt tovább.
A Small Faces dalait az együttes rövid, mindössze négy évig tartó pályafutása ellenére az 1960-as évek második felének legjobb mod és pszichedelikus felvételei közé sorolják. Az együttes munkássága nagy hatást gyakorolt az 1990-es évek britpop-mozgalmára is. 1996-ban a Small Facest Ivor Novello-díjjal jutalmazták az Outstanding Contribution to British Music életműdíj-kategóriájában. 2012-ben a Small Faces és a Faces együtteseket egyszerre iktatták be a Rock and Roll Hall of Fame legendái közé.

## Az együttes története

### A kezdetek
Ronnie Lane és Steve Marriott 1965-ben találkozott, amikor Marriott a Manor Park-i J60 Music Barban dolgozott. Lane az apjával, Stannel ment az üzletbe, hogy egy basszusgitárt vegyen. Vásárlás közben beszélgetni kezdett Marriott-tal, majd annak házában zenét hallgattak. Szinte azonnal elhatározták, hogy együttest alapítanak, melybe barátaikat, Kenney Jonest és Jimmy Winstont is meghívták; Marriotthoz hasonlóan Winston is gitáros volt, de átváltott az orgonára. Az új együttes a Manor Park-i The Ruskin Arms nevű kocsmában próbált, melynek tulajdonosai Winston szülei voltak; nem sokkal később már környékbeli pubokban és klubokban is felléphettek. Marriott egyedülálló, erőteljes hangja révén az együttes egyre nagyobb ismertségre tett szert. Elkie Brooks énekesnőt lenyűgözte Marriott hangja és színpadi szereplése, ezért egy helyi klubtulajdonos, Maurice King figyelmébe ajánlotta az együttest. King szintén megkedvelte őket, így megpróbált több londoni és vidéki koncertet szervezni nekik.
Az együttes repertoárja ekkoriban olyan klasszikus rhythm and blues és souldalokból állt, mint a Jump Back, James Browntól a Please, Please, Please, Smokey Robinsontól a You’ve Really Got a Hold on Me és Ben E. Kingtől a Stand by Me. Ezeken kívül két eredeti Marriott–Lane-dalt is játszottak: a Come on Childrent és a „gyorsítós” E too D-t, amit Marriott példaképei, Otis Redding és Bobby Bland stílusában énekelt. Az E too D címét a dal akkordmenete adta; eredeti címe valójában E to D, amit valószínűleg elírtak. A két dal az együttes Small Faces című bemutatkozó nagylemezére is felkerült.
Az együttes első vidéki koncertje egy sheffieldi munkásklubban volt, ahonnan három dal után kirúgták őket. A közönség nagy része Teddy boyokból és részeg munkásokból állt. A csalódott zenészek ezután a közeli mod stílusú King Mojo Clubba mentek át, és felajánlották, hogy ingyen játszanak. Műsorukkal komoly sikert arattak a helyi mod közönség körében. Amikor a londoni The Cavern Clubban játszottak, az épp a városban élő Sonny & Cher duó is támogatta őket.

### A Decca Recordsnál
A Small Faces menedzseri szerződést kötött Don Ardennel, akinek révén a Decca Recordshoz kerültek. A Deccánál energikus mod és soul stílusú kislemezek sorát jelentették meg. Első kislemezük 1965. augusztus 6-án jelent meg, rajta a Whatcha Gonna Do About It című dallal, ami a brit kislemezlista Top 15-je közé került. A hangszerelés Marriott és Lane műve – a gitárriffet Solomon Burke Everybody Needs Somebody to Love című dalából „kölcsönözték”. A szöveget Ian Samwell, a The Shadows tagja írta. Az együttes második kislemeze, Marriott és Lane I’ve Got Mine című dala nem tudta megismételni az előző sikerét. Ugyanebben az évben a Small Faces önmagát alakította a Dateline Diamonds című bűnügyi filmben, filmbeli menedzserük pedig Kenneth Cope volt. Arden ötlete alapján a filmben eljátszották az I’ve Got Mine-t, ám a film premierje késett, a dal pedig nem került fel a slágerlistára.
Nem sokkal ezután Jimmy Winston elhagyta az együttest. A leggyakoribb magyarázatok szerint több nézeteltérése volt Marriott-tal, illetve nem volt annyira tehetséges, mint zenésztársai. Egy szóbeszéd szerint azért kellett távoznia, mert magassága ártott az együttes egységes megjelenésének (a többiek nagyjából 165 cm magasak voltak). Az együttes neve egyébként Marriott egyik nőismerősétől ered, aki szerint a négy zenésznek „kis arca” (angolul small faces) volt. A név megtartásában az is közrejátszott, hogy a mod szlengben face (arc) szóval illették a népszerű, divatos embereket. Kenney Jones egy 2000-ben készült interjúban azt mondta, hogy Winstonnak azért kellett mennie, mert „nem elégedett meg a szerepével és versenyezni akart Steve Marriott-tal”. Winston helyét Ian McLagan vette át, aki mind tehetségét, mind magasságát tekintve tökéletesen beleillett az együttesbe.
Az új felállás első kislemeze, a Sha-La-La-La-Lee 1966. január 28-án jelent meg, és a brit kislemezlista harmadik helyét érte el. A dalt Mort Shuman (több Elvis Presley-dal szerzője) és Kenny Lynch énekes írta. Negyedik kislemezük, Marriott és Lane Hey Girl című dala a tizedik helyet érte el. Arden biztatására – az eredeti szerzeményekért járó magasabb tiszteletdíj érdekében – ekkortól kezdték kettejüket az együttes fő dalszerzőiként jelölni. 1966. május 11-én jelent meg az együttes első nagylemeze, a Small Faces, ami a brit albumlista harmadik helyét érte el. Az együttes népszerűsége rohamosan nőtt, gyakori fellépők voltak a Ready Steady Go!, a Top of the Pops és más brit zenei műsorok színpadán, valamint folyamatosan turnéztak az Egyesült Királyságban és Európában. A Small Faces 1966 augusztusában jutott népszerűsége csúcsára, amikor ötödik kislemezük, az All or Nothing a brit kislemezlista élére került, és 10 hétig őrizte ezt a pozíciót. Marriott anyja, Kay szerint a dalt Steve és menyasszonya, Susan Oliver szakítása ihlette. Az All or Nothing sikere nyomán az együttes lehetőséget kapott, hogy a The Lovin’ Spoonful és a The Mamas & the Papas társaságában az USA-ban turnézzon. A lehetőséggel azonban nem élhettek, mert az Ian McLagan ellen drogfogyasztás miatt elrendelt eljárás részletei nyilvánosságra kerültek.
Annak ellenére, hogy a Small Faces volt az egyik legjobban fizetett koncertező együttes az országban, valamint négy Top 10-es kislemezt is megjelentettek, anyagi helyzetük különösen rossz volt. Gyanították, hogy Arden nem fizette ki teljes járandóságukat, felvételeik kiadásáról pedig az együttes megkérdezése nélkül döntött. Bár az 1966 novemberében megjelent My Mind’s Eye című kislemez negyedik lett a slágerlistán, az együttest dühítette, hogy menedzserük egy félkész demófelvételt bocsátott a kiadó rendelkezésére. Azt is nehezményezték, hogy túl sok koncertjük volt (esténként akár három is), emiatt pedig nem maradt idejük új dalok írására. Arden nem volt hajlandó több pénzt fektetni a stúdióidőbe, pedig az együttes ekkoriban már komolyabb, zeneileg érettebb felvételeket akart készíteni; a menedzser kizárólag a zenészszakszervezet által előírt, szünetekkel együtt három órányi stúdióidő költségeit állta, remélve, hogy ezalatt legalább egy dal elkészül. Arden – helyzetét javítandó – megpróbálta a zenészek szüleivel elhitetni, hogy gyerekeik heroinfüggők. Ezután az együttes viharos körülmények között szakított Ardennel és a Decca Recordsszal.

### Az Immediate Recordsnál
1967 elején, a Deccával való szakítás után az együttes szinte azonnal ajánlatot kapott az újonnan alapított Immediate Recordstól, amit Andrew Loog Oldham, a The Rolling Stones menedzsere hozott létre. A vég nélküli koncertezés helyett a londoni Olympic Studiosban gyakorlatilag korlátlan stúdióidőt kaptak, Glyn Johns hangmérnökkel végzett munkájuk eredményeképp pedig zenéjük még érettebbé vált. Első kislemezük új kiadójuknál a merész Here Come the Nice volt, ami saját amfetamin-használatukról szólt, és – a speedre tett nyílt utalás ellenére – csodával határos módon sikerült átjutnia a cenzúrán. Ezt követően jelent meg második, ugyancsak a Small Faces címet viselő albumuk. Bár nem ért el olyan magas helyezést, mint az előző (az albumlistán a 21. lett), zeneileg sokkal kifinomultabb volt, így az együttesnek sikerült pályatársaik elismerését is kivívnia. Az album az USA-ban There Are but Four Small Faces címmel és némileg eltérő tartalommal jelent meg.
Ugyanekkor a Decca megjelentette a From the Beginning című válogatást, melyen a régi slágerek mellett korábban kiadatlan felvételek is voltak. Az albumra az Immediate Records számára újra felvett dalok korábbi változatai (például a My Way of Giving Chris Farlowe számára készült demója és az Apostolic Interventionnek adott (Tell Me) Have You Ever Seen Me) is felkerültek. Az album egyik különlegessége a koncerteken gyakran játszott Baby, Don’t You Do It, melyen Jimmy Winston énekelt és gitározott.
Az 1967 augusztusában megjelent Itchycoo Park a Small Faces egyik legismertebb dala, az egyetlen, ami az USA-ban is sláger lett (ott a kislemezlista 16. helyet érte el). Ez a dal volt az egyik első brit zenei felvétel, melyen a flanging  nevű effekt hallható. Az együttes következő kislemeze az eredetileg P. P. Arnold számára írt Tin Soldier volt, melyen Arnold háttérvokált énekelt; a dal népszerűségében vetekszik az Itchycoo Parkkal. Az Immediate valószínűleg a dal amerikai Top 100-as kislemezlistán való gyenge szereplése miatt (csupán a 73. helyig jutott) hagyott fel az együttes tengerentúli népszerűsítésével.
Az 1968 áprilisában megjelent Lazy Sunday egy cockney music hall stílusú dal, amit az együttes kérése ellenére adtak ki kislemezen. Marriott csupán tréfának szánta, mert a hangos zene miatt folyton reklamáló szomszédok nyugalma érdekében rendszeresen ki kellett költöznie bérelt lakásaiból. A dal a kislemezlista második helyét érte el, de a zenészek továbbra is nehezményezték, hogy zenéjüket egy, a stílusuktól túlzottan távol álló felvétellel reklámozzák. 1994-ben jelent meg a Blur Parklife című dala, amit a Lazy Sunday ihletett.
1968. május 24-én jelent meg a Small Faces mára már klasszikussá vált Ogdens’ Nut Gone Flake című albuma, mely az együttes pályájának csúcsát jelentette. Ennek volt először kerek borítója, melyet úgy terveztek, hogy egy valódi dohányosdobozra emlékeztessen. Az Ogdens’ hat hétig állt az albumlista élén, az USA-ban viszont csak a 159. helyet érte el.
A „kétfelvonásos” konceptalbum első oldalán hat dal volt, második oldalán pedig egy pszichedelikus mese kapott helyet. A mese Happiness Stanről szól, aki meg akarja találni a fogyó Hold eltűnt részét. A történetet Stanley Unwin narrálta, bár az együttes először Spike Milligant kérte fel a feladatra.
A kritikusok pozitívan fogadták az albumot és az eladások is kedvezően alakultak, ám az Immediate együttes tudta nélkül kiadott reklámja – a Miatyánk paródiája – komoly felzúdulást keltett a vallási közösségekben; az együttes hamarosan bocsánatot kért a félreérthető reklámért. A siker ellenére a zenészek azzal a problémával szembesültek, hogy a dalok kifinomultságát gyakorlatilag lehetetlen volt koncerten visszaadni. Az album második oldalán hallható történetet csupán egyszer, a BBC 2 Colour Me Pop című műsorában adták elő teljes egészében. A műsorhoz előre felvett zenei alapokat használtak, de a mikrofonokat bekapcsolták, hogy az esetleges rögtönzéseket felvegyék; a produkcióban Unwin is részt vett. A felvételek – bár nem televíziós minőségben – az Interneten is megtalálhatóak.
Az együttes feloszlása előtt megjelent utolsó kislemez a dzsesszes hangzású The Universal volt. A dal alapját Marriott essexi házának hátsó udvarában, egy szokványos magnetofonnal vette fel (a háttérben kutyájának ugatása is hallható), a nyers felvételhez pedig a stúdióban további rájátszásokat készítettek. Kislemezek terén ez volt Marriott legkomolyabb szerzeménye a Tin Soldier óta; a dal sikertelensége (a brit Top 40-es listán a 16. helyet érte el) és a brit zenei sajtó kritikus hangvételű írásai miatt az elkövetkező néhány hónapban Marriott alig foglalkozott zeneszerzéssel.
Bár az Immediate Records lényegesen nagyobb alkotói szabadságot biztosított az együttesnek, anyagi helyzetük ekkor sem változott jelentősen. 1967 folyamán a Rolling Stones megvált Oldhamtől, így Marriott és Lane lett a kiadó többi művészének dalszerzője és producere. Ez viszont nem volt kifizetődő, mivel az Immediate egyetlen nyereséges „terméke” a Small Faces volt. Az együttes azonban soha sem kapta meg járandóságát, mert a bevétel egy részéből a stúdióidőt fizették, másik része pedig a kiadó felelőtlen – és felesleges – költekezése nyomán tűnt el. A helyzetet némileg enyhítette, hogy az együttes kevesebb, ám a korábbiaknál sokkal jobban fizető koncertet adott.
Az év vége felé az együttes új album felvételébe kezdett és a turnézást is folytatták. Marriott a The Herdből kivált Peter Framptont a Small Faces ötödik tagjának ajánlotta, de zenésztársai nem támogatták ötletét. Az együttes feloszlása ekkor már csak idő kérdése volt.

## Az együttes feloszlása
A Small Faces feloszlásáról keringő pletykák 1969. január 1-jén váltak valósággá, amikor Marriott az Alexandria Palace-ban adott újévi koncert közben lement a színpadról. Távozását azzal magyarázta, hogy az együttes nem tudott megszabadulni a könnyed popzenekar képétől, illetve színpadon nem tudták megfelelően eljátszani összetettebb dalaikat. Az együttesből való kiválása idején Marriott Framptonnal már Humble Pie nevű új együttesét tervezte. 2001-ben Kenney Jones így nyilatkozott John Helliernek az együttes feloszlásáról:
Jó lett volna akkor kicsit idősebbnek, tapasztaltabbnak lenni. Ha élőben játszottuk volna az Ogdens’-t, az a magabiztosságunkat is megnövelte volna. Popzenekarnak tartottak minket, ami sokkal jobban zavarta Steve-et, mint ahogy azt felénk mutatta. Jobb lett volna, ha olyanok vagyunk, mint a The Who, mert ők a nehéz időszakokban mindig összetartanak, és együtt küzdik le az akadályokat. Steve azon gondolkodott, hogyan szárnyaljuk túl az Ogdens’-t, de rájött, hogy képtelenek lennénk rá, ezért kiszállt. Az Ogdens’ igazi mestermű volt, és ha el tudtuk volna játszani élőben, utána sokkal többre lettünk volna képesek. Épp a keményebbé válás határához érkeztünk.
Már az együttes feloszlása után, 1969 márciusában jelent meg utolsó kislemezük, az Afterglow (Of Your Love). Mivel nem volt senki, aki reklámozza, a brit Top 40-es listán csak a 36. helyet érte el. Az év novemberében jelent meg a The Autumn Stone című dupla válogatásalbum, melyen az együttes kislemezei mellett egy 1968-as koncert részlete, illetve az el nem készült negyedik album egyes felvételei kaptak helyet. Nem sokkal később az Immediate Records csődbe ment.

### A feloszlás után: projektek, újraalakulás
Marriott 1969-ben Peter Framptonnal megalapította a Humble Pie-t. Az együttes – ellentétben a Small Facesszel – sikeresebb volt az USA-ban, mint az Egyesült Királyságban. Ezzel egyidőben Lane, McLagan és Jones a The Jeff Beck Groupból kivált Rod Stewarttal és Ronnie Wooddal Faces néven indította újra az együttest. 1975-ben a Humble Pie és a Faces is feloszlott.
Ezután a Small Faces tagjai újra összeálltak, hogy promóciós filmet forgassanak az újra kiadott Itchycoo Parkhoz és Lazy Sundayhez (a Top 40-es listán a 9., elletve a 39. helyet érték el). Új album felvételét is elkezdték, de egy vitát követően Lane kiszállt a munkából. A zenész ekkoriban kezdte mutatni a sclerosis multiplex tüneteit, és durva viselkedését a többiek – tévesen – részegségnek vélték. Lane helyét Rick Wills vette át, akivel Playmates és 78 in the Shade címmel két albumot vettek fel, melyeket az Atlantic Records adott ki. Egy rövid időszak erejéig Jimmy McCulloch gitáros is csatlakozott az együtteshez, aki azelőtt a Wings tagja volt. Paul McCartney egyre nehezebbnek találta a munkát vele, ezért telefonon közölte Marriott-tal, hogy „viheti” a zenészt. Mindezek ellenére Lane hiánya nyilvánvaló volt, a punk előretörése miatt pedig az albumok mind a kritikusok, mind a vásárlók körében sikertelenek voltak.
Kenney Jones 1978-ban, Keith Moon halálát követően a The Who dobosa lett. Ian McLagan olyan előadókkal és együttesekkel dolgozott, mint Bonnie Raitt, Bob Dylan, Bruce Springsteen, a The Rolling Stones és Billy Bragg. 1998-ban jelent meg All the Rage című önéletrajza. Napjainkban az Austin melletti Manorben él.
Marriott 1991. április 20-án halt meg, amikor egy égő cigaretta miatt essexi háza teljesen leégett. Néhány nappal halála előtt kezdett közös album felvételébe Peter Framptonnal, aki 1971-ben vált ki a Humble Pie-ból. Lane a sclerosis multiplexszel vívott majdnem 20 éves harc után 1997. június 4-én, a coloradói Trinidadban levő otthonában hunyt el.

### Az együttes öröksége
Az Immediate Records 1970-es csődjét követően a Small Faces felvételeinek sorsa kétségessé vált. Nagy részük az 1970-es években Kanadában újra megjelent, de általánosságban elmondható, hogy az együttes „hagyatéka” kaotikus állapotban volt. A helyzet a CD-korszak kezdetén sem javult, mert az Immediate katalógusának kezelői átlag alatti minőségű, sokad-generációs szalagokat küldtek a gyáraknak. Az első elfogadható minőségű Small Faces-CD 1990-ben, a Sony Music Special Products gondozásában jelent meg, melyhez a Columbia Records – a Sony jogelődje – birtokában levő felvételeket használták. Az 1990-es évek folyamán a vásárlók észrevételei, a brit stúdiók archívumának még alaposabb feldolgozása és a korszerű digitális technika eredményeképp az együttes CD-inek minősége rendkívül sokat javult.
A kutatást megnehezítette, hogy az Immediate a pénzszerzés érdekében az instrumentális felvételeket és egyes dalok félkész változatait új címekkel adta ki. A felvételek azonosításában és rendszerezésében Kenney Jones és Ian McLagan is részt vett. A Decca és az Immediate jogutódjaival folytatott tárgyalásoknak köszönhetően a 2003-ban megjelent Ultimate Collection című válogatás az együttes első albuma, ami után a zenészek és örököseik szerzői jogdíjat kapnak.
2007. szeptember 4-én a City of Westminster a Small Faces és Don Arden munkásságát elismerő emléktáblát avatott a Carnaby Streeten, az együttes első sikereinek helyszínén. Az ünnepségen Kenney Jones is részt vett, aki így nyilatkozott a BBC-nek: „Nagyszerű dolog, hogy a Small Facest ennyi év után elismerik. Csak azt kívánom, hogy Steve Marriott, Ronnie Lane és a néhai Don Arden is itt lehetne velem.”

## Bibliográfia
- Hewitt, Paolo – Hellier, John: Steve Marriott: All Too Beautiful…. London : Helter Skelter Publishing, 2004. ISBN 1-900924-44-7 British Library Catalogue[halott link], Google Books, Amazon.com
- Twelker, Uli: The Small Faces and Other Stories. (Fordította: Roland Schmitt) London : Sanctuary, 2002. ISBN 1-86074-392-7 British Library Catalogue[halott link], Google Books, Amazon.com